# Разговор с дверью
«Разговор с дверью» — условное название стихотворения римского поэта Гая Валерия Катулла, включённого в состав посмертного сборника («Книги Катулла Веронского») под номером 67 и относящегося к раннему периоду творчества автора.
Стихотворение представляет собой диалог поэта и двери (т.е. параклавситирон) в доме Цецилия в Вероне. Цецилий женился на молодой вдове из Бриксии, которая утверждала, что до второго брака оставалась девственницей (её первый муж, по её словам, оказался импотентом). Дверь рассказывает, что на самом деле эта женщина состояла в связи со свёкром и ещё тремя жителями Бриксии.
С точки зрения жанра «Разговор с дверью» восходит к «песням под дверью возлюбленной», которые пародировались в античных комедиях и в александрийской поэзии.